# Liste von Triebfahrzeugen der k.k. priv. Österreich-Ungarischen Staatseisenbahngesellschaft
Die k.k. priv. Österreich-Ungarischen Staatseisenbahngesellschaft (StEG) (ungarisch: Cs. k. szab. Osztrák (-Magyar) Államvasúttársaság (ÁVT)) ordnete ihre Triebfahrzeuge in mehreren Schemata.
Das erste Schema von 1858 kannte keine Reihenbezeichnung; diese wurde im zweiten Schema von 1873 verwirklicht.
Das dritte Schema wurde 1897, nach Abtretung der ungarischen Linien an die MÁV 1891, umgesetzt.

## Erstes Schema 1858
Das erste Triebfahrzeug-Bezeichnungsschema der StEG von 1858 kannte keine Reihen oder Serien, es ordnete aber die Personenzug- und Güterzuglokomotiven in unterschiedliche Nummerngruppen an.
Die Personen- und Schnellzuglokomotiven erhielten ursprünglich Nummern unter 300, die Güterzuglokomotiven darüber.
Aufgeweicht wurde das System 1868 durch die Nr. 299, die eigentlich zu den Güterzuglokomotiven gehörte.
Die von der Ungarischen Zentralbahn (UZB), Wien-Raaber Bahn (WRB), k.k. Nördlichen Staatsbahn (NStB) und von der k.k. Südöstlichen Staatsbahn (SöStB) übernommenen Triebfahrzeuge wurden klarerweise in dieses Schema ebenfalls inkludiert.
Da fast alle Nummern unter 299 vergeben waren, wurde 1873 ein neues Schema umgesetzt.
| Triebfahrzeuge der StEG / Erstes Schema 1858 | Triebfahrzeuge der StEG / Erstes Schema 1858 | Triebfahrzeuge der StEG / Erstes Schema 1858 | Triebfahrzeuge der StEG / Erstes Schema 1858 | Triebfahrzeuge der StEG / Erstes Schema 1858 | Triebfahrzeuge der StEG / Erstes Schema 1858 | Triebfahrzeuge der StEG / Erstes Schema 1858 | Triebfahrzeuge der StEG / Erstes Schema 1858 | Triebfahrzeuge der StEG / Erstes Schema 1858 | Triebfahrzeuge der StEG / Erstes Schema 1858 | Triebfahrzeuge der StEG / Erstes Schema 1858 | Triebfahrzeuge der StEG / Erstes Schema 1858                  |
| Ursprung                                     | 1. Schema-Nr.                                | Bauart                                       | Baujahr                                      | Hersteller                                   | 2. Schema-Nr.                                | 2. Schema-Kat.                               | 3. Schema                                    | MÁV 1891                                     | MÁV 1911                                     | kkStB-Rh                                     | Bemerkungen                                                   |
| -------------------------------------------- | -------------------------------------------- | -------------------------------------------- | -------------------------------------------- | -------------------------------------------- | -------------------------------------------- | -------------------------------------------- | -------------------------------------------- | -------------------------------------------- | -------------------------------------------- | -------------------------------------------- | ------------------------------------------------------------- |
| UZB                                          | 1                                            | 1A1 n2                                       | 1842                                         | Meyer/Mülhausen                              | –                                            |                                              |                                              |                                              |                                              |                                              |                                                               |
| NStB                                         | 2–7                                          | 2A n2                                        | 1842                                         | Wr. Neustadt                                 | –                                            |                                              |                                              |                                              |                                              |                                              |                                                               |
| WRB                                          | 8–11                                         | 1A1 n2                                       | 1842                                         | Sharp                                        | –                                            |                                              |                                              |                                              |                                              |                                              |                                                               |
| NStB                                         | 12–22                                        | 2A n2                                        | 1845                                         | Wr. Neustadt                                 | –                                            |                                              |                                              |                                              |                                              |                                              | 1858 12–15 an Kladno-Nučicer Bahn verkauft                    |
| NStB                                         | 23–26                                        | 2A n2                                        | 1845                                         | Norris/Philadelphia                          | –                                            |                                              |                                              |                                              |                                              |                                              |                                                               |
| NStB                                         | 27–43                                        | 2A n2                                        | 1845                                         | Cockerill/Seraing                            | –                                            |                                              |                                              |                                              |                                              |                                              |                                                               |
| NStB                                         | 44–50                                        | 2A n2                                        | 1845                                         | Cockerill/Seraing                            | 1                                            |                                              |                                              |                                              |                                              |                                              |                                                               |
| UZB                                          | 51–54                                        | 2A n2                                        | 1845                                         | Cockerill/Seraing                            | 2                                            |                                              |                                              |                                              |                                              |                                              |                                                               |
| NStB                                         | 55–57                                        | 2A n2                                        | 1846                                         | Norris/Wien                                  | –                                            |                                              |                                              |                                              |                                              |                                              |                                                               |
| NStB                                         | 58–61                                        | 2A n2                                        | 1846                                         | Wr. Neustadt                                 | –                                            |                                              |                                              |                                              |                                              |                                              |                                                               |
| UZB                                          | 62–69                                        | 2A n2                                        | 1846                                         | Cockerill/Seraing                            | –                                            |                                              |                                              |                                              |                                              |                                              |                                                               |
| UZB                                          | 70                                           | 1A1 n2                                       | 1846                                         | WRB                                          | –                                            |                                              |                                              |                                              |                                              |                                              |                                                               |
| UZB                                          | 71–72                                        | 1B n2                                        | 1846                                         | Norris/Wien                                  | –                                            |                                              |                                              |                                              |                                              |                                              |                                                               |
| NStB                                         | 73–74                                        | 2A n2                                        | 1846                                         | Meyer/Mülhausen                              | –                                            |                                              |                                              |                                              |                                              |                                              |                                                               |
| WRB                                          | 75–77                                        | 2B n2                                        | 1846                                         | Haswell                                      | –                                            |                                              |                                              |                                              |                                              |                                              |                                                               |
| UZB                                          | 78–84                                        | 1B n2                                        | 1847                                         | Haswell                                      | 357–363                                      | IIIe                                         |                                              |                                              |                                              |                                              |                                                               |
| SöStB                                        | 85–87                                        | 1B n2                                        | 1850                                         | Haswell                                      | 364–366                                      | IIIe                                         |                                              |                                              |                                              |                                              |                                                               |
| SöStB                                        | 88–91                                        | 1B n2                                        | 1851                                         | Haswell                                      | 15–18                                        | IIIe'                                        |                                              |                                              |                                              |                                              |                                                               |
| SöStB                                        | 92–95                                        | 1B n2                                        | 1851                                         | Wr. Neustadt                                 | 26–29                                        | IIIe                                         |                                              | IIr 1283–1285                                |                                              |                                              |                                                               |
| NStB                                         | 96–107                                       | 2B n2                                        | 1852                                         | Cockerill/Seraing                            | 30–31                                        | IIIe                                         |                                              |                                              |                                              |                                              |                                                               |
| SöStB                                        | 108–117                                      | 1B n2                                        | 1854                                         | Haswell                                      | 19–25                                        | IIIe                                         |                                              | IIr 1281–1282                                |                                              |                                              |                                                               |
| –                                            | 118–124                                      | 1B n2                                        | 1854                                         | Haswell                                      | 354–356                                      | IIIf                                         |                                              |                                              |                                              |                                              | noch von WRB bestellt                                         |
| –                                            | 125–132                                      |                                              |                                              |                                              |                                              |                                              |                                              |                                              |                                              |                                              | für D n2 vorgesehen, die aber 441–447 wurden                  |
| –                                            | 133–145                                      | B2 n2st                                      | 1855                                         | StEG                                         | 32–44                                        | IVg                                          |                                              | TIIb 1351–1361                               | 269                                          |                                              |                                                               |
| –                                            | 146–157                                      | B3 n2st                                      | 1857–1858                                    | Cockerill/Seraing                            | 45–56                                        | IVg                                          | 2001–2005                                    |                                              |                                              |                                              |                                                               |
| –                                            | 158–168                                      | 2A n2                                        | 1861                                         | StEG                                         | 3–13                                         | IIIe"                                        | 1001–1011                                    |                                              |                                              |                                              |                                                               |
| –                                            | 169                                          | 2A n4                                        | 1861                                         | StEG                                         | 14                                           | IIIe"                                        | 1051                                         |                                              |                                              |                                              | DUPLEX                                                        |
| –                                            | 170–177                                      | B3 n2st                                      | 1863                                         | StEG                                         | 57–64                                        | IVg'                                         |                                              | TIIa 1341–1348                               | 268                                          |                                              |                                                               |
| –                                            | 178–270                                      | B3 n2st                                      | 1865–1873                                    | StEG                                         | 367–459                                      | IVe                                          | 2201–2256                                    | TII 1301–1337                                | 250                                          | 14                                           |                                                               |
| –                                            | 299                                          | 2B n2                                        | 1868                                         | Werkstätte Prag                              | 207                                          |                                              |                                              |                                              |                                              |                                              | aus Reserveteilen der 312–326 gebaut                          |
| UZB                                          | 300–303                                      | C n2                                         | 1847                                         | Haswell                                      | 706–709                                      | IVi                                          |                                              |                                              |                                              |                                              |                                                               |
| NStB                                         | 304–309                                      | 2B n2                                        | 1848                                         | Maffei/München                               | 219–224                                      | IIIf                                         |                                              | IIq 1271–1275                                |                                              |                                              |                                                               |
| UZB                                          | 310–311                                      | 1B n2                                        | 1848                                         | Haswell                                      | 340–341                                      | IIIf                                         | 2101                                         |                                              |                                              |                                              |                                                               |
| NStB                                         | 312–326                                      | 2B n2                                        | 1848–1849                                    | Wr. Neustadt                                 | 208–212                                      |                                              |                                              |                                              |                                              |                                              | 312 in 1B n2t umgebaut und später in StEG II 256 umgezeichnet |
| NStB                                         | 327–332                                      | 2B n2                                        | 1849–1850                                    | Wr. Neustadt                                 | 213–216                                      | IIIf                                         |                                              |                                              |                                              |                                              |                                                               |
| NStB                                         | 333–338                                      | 2B n2                                        | 1848–1849                                    | Cockerill/Seraing                            | 350–353                                      | IIIf                                         |                                              |                                              |                                              |                                              | 335 und 338 1870 an Eisenbahn Pest–Losoncz verkauft           |
| NStB                                         | 339–347                                      | 2B n2                                        | 1850                                         | Haswell                                      | 225–233                                      | IIIf                                         | 2151–2152                                    | IIq 1276–1277                                |                                              |                                              |                                                               |
| NStB                                         | 348–349                                      | 2B n2                                        | 1850                                         | Kessler/Karlsruhe                            | 201–202                                      | IIIf                                         |                                              |                                              |                                              |                                              |                                                               |
| SöStB                                        | 350–357                                      | 1B n2                                        | 1850–1851                                    | Haswell                                      | 342–349                                      | IIIf                                         | 2102–2104                                    |                                              |                                              |                                              |                                                               |
| SöStB                                        | 358–365                                      | 1B n2                                        | 1850–1851                                    | Wr. Neustadt                                 | 217–218                                      | IIIf                                         |                                              |                                              |                                              |                                              |                                                               |
| SöStB                                        | 366–369                                      | 1B n2                                        | 1851                                         | Esslingen                                    | 203–206                                      | IIIf                                         |                                              |                                              |                                              |                                              |                                                               |
| SöStB                                        | 370–373                                      | 1B n2                                        | 1850                                         | Maffei/München                               | 336–339                                      | IIIf                                         |                                              |                                              |                                              |                                              |                                                               |
| SöStB                                        | 374–381                                      | 1B n2                                        | 1852                                         | Wr. Neustadt                                 | 234–239 257–258                              | IIIf IVr                                     |                                              | IIs 1286–1287                                | 252                                          |                                              |                                                               |
| NStB                                         | 382–399                                      | 2B n2                                        | 1852                                         | Haswell                                      | 316–333                                      | IIIf                                         | 2153–2154                                    |                                              |                                              |                                              |                                                               |
| SöStB                                        | 400–437                                      | 1B n2                                        | 1852–1854                                    | Wr. Neustadt                                 | 240–255 256 259–280 281–285                  | IIIf IVr                                     |                                              | IIs 1288–1300                                | 252                                          |                                              |                                                               |
| SöStB                                        | 438–439                                      | 2B n2                                        | 1852                                         | Haswell                                      | 334–335                                      | IIIf                                         | 2155–2156                                    |                                              |                                              |                                              |                                                               |
| –                                            | (440)                                        | D n2                                         | 1855                                         | StEG                                         | –                                            |                                              |                                              |                                              |                                              |                                              | noch von WRB bestellt, 1855 verkauft                          |
| –                                            | 441–447                                      | D n2                                         | 1855                                         | StEG                                         | 1101–1107                                    | IVi                                          | 4001                                         |                                              |                                              |                                              | noch von WRB bestellt                                         |
| –                                            | 448–465                                      | C2 n2st                                      | 1856                                         | Maffei/München                               | 710–727                                      | IVh                                          |                                              | TIII 3191–3200                               | 368                                          |                                              |                                                               |
| –                                            | 466–475                                      | C2 n2st                                      | 1856                                         | StEG                                         | 728–737                                      | IVh                                          | 3251–3255                                    |                                              |                                              |                                              |                                                               |
| –                                            | 476–487                                      | C2 n2st                                      | 1857                                         | Esslingen                                    | 744–755                                      | IVh                                          | 3260–3266                                    |                                              |                                              |                                              |                                                               |
| –                                            | 488–491                                      | D n2                                         | 1858                                         | StEG                                         | 1108–1111                                    | IVi                                          | 4002                                         |                                              |                                              |                                              | an MÁV, aber vor 1891†                                        |
| –                                            | 492–493                                      | C2 n2st                                      | 1858                                         | Esslingen                                    | 756–757                                      | IVh                                          | 3267                                         |                                              |                                              |                                              |                                                               |
| –                                            | 494–499                                      | C2 n2st                                      | 1859                                         | StEG                                         | 738–743                                      | IVh                                          | 3256–3259                                    |                                              |                                              |                                              | 495, 496, 498, 499 als Bauloks beim Bau der KRB               |
| –                                            | 500–503                                      | C+B n2t                                      | 1862–1867                                    | StEG                                         | 1401–1404                                    | VI                                           |                                              | TIVa 4270                                    |                                              |                                              | STEYERDORF, …                                                 |
| –                                            | 504–581                                      | C n2                                         | 1866–1872                                    | StEG                                         | 758–835                                      | IVs                                          | 3301–3364                                    | IIIm 3061–3074                               | 358                                          | 32                                           |                                                               |
| –                                            | 600–711                                      | D n2                                         | 1867–1880                                    | StEG, Esslingen                              | 1112–1223                                    | V                                            | 4201–4260                                    | IVb 4201–4242                                | 459                                          | 571                                          |                                                               |

## Zweites Schema 1873
Da das erste Bezeichnungsschema an seine Grenzen stieß, entschloss sich die StEG, 1873 ein neues Schema einzuführen.
Bei dieser Gelegenheit wurde auch eine Art Reihenbezeichnung eingeführt, die aber eher als Kategorie zu verstehen ist, d. h. Lokomotiven derselben Kategorie sind nicht unbedingt baugleich, können aber für ähnliche Tätigkeiten herangezogen werden.
Grundsätzlich gab es die Kategorien I, II, III, IV, V und VI, wobei I und II Schnellzuglokomotiven mit zwei angetriebenen Achsen, III Personenzuglokomotiven mit einer oder zwei angetriebenen Achsen, IV–VI Güterzuglokomotiven mit drei, vier oder fünf angetriebenen Achsen waren.
Diese Kategorien wurden mit angehängten Kleinbuchstaben weiter unterteilt.
Innerhalb dieser gab es noch Unterscheidungen mit Indizes (z. B.: IVa’, IVc" oder IVf{\displaystyle {}^{n}}).
Als 1891 die ungarischen Strecken der StEG verstaatlicht wurden, kam ein Teil der Triebfahrzeuge zur MÁV.
Um diesem Umstand gerecht zu werden, führte die StEG für die verbliebenen Fahrzeuge 1897 das dritte Bezeichnungsschema ein.
| Triebfahrzeuge der StEG / Zweites Schema 1873 | Triebfahrzeuge der StEG / Zweites Schema 1873 | Triebfahrzeuge der StEG / Zweites Schema 1873 | Triebfahrzeuge der StEG / Zweites Schema 1873 | Triebfahrzeuge der StEG / Zweites Schema 1873 | Triebfahrzeuge der StEG / Zweites Schema 1873 | Triebfahrzeuge der StEG / Zweites Schema 1873 | Triebfahrzeuge der StEG / Zweites Schema 1873 | Triebfahrzeuge der StEG / Zweites Schema 1873 | Triebfahrzeuge der StEG / Zweites Schema 1873 | Triebfahrzeuge der StEG / Zweites Schema 1873 | Triebfahrzeuge der StEG / Zweites Schema 1873               |
| 2. Schema-Nr.                                 | 2. Schema-Kat                                 | Bauart                                        | Baujahr                                       | Hersteller                                    | Ursprung                                      | 1. Schema-Nr.                                 | 3. Schema                                     | MÁV 1891                                      | MÁV 1911                                      | kkStB-Rh                                      | Bemerkungen                                                 |
| --------------------------------------------- | --------------------------------------------- | --------------------------------------------- | --------------------------------------------- | --------------------------------------------- | --------------------------------------------- | --------------------------------------------- | --------------------------------------------- | --------------------------------------------- | --------------------------------------------- | --------------------------------------------- | ----------------------------------------------------------- |
| 1                                             |                                               | 2A n2                                         | 1845                                          | Cockerill/Seraing                             | NStB                                          | 44–50                                         |                                               |                                               |                                               |                                               |                                                             |
| 2                                             |                                               | 2A n2                                         | 1845                                          | Cockerill/Seraing                             | UZB                                           | 51–54                                         |                                               |                                               |                                               |                                               |                                                             |
| 3–13                                          | IIIe"                                         | 2A n2                                         | 1861                                          | StEG                                          | –                                             | 158–168                                       | 1001–1011                                     |                                               |                                               |                                               |                                                             |
| 14                                            | IIIe"                                         | 2A n4                                         | 1861                                          | StEG                                          | –                                             | 169                                           | 1051                                          |                                               |                                               |                                               | DUPLEX                                                      |
| 15–18                                         | IIIe'                                         | 1B n2                                         | 1851                                          | Haswell                                       | SöStB                                         | 88–91                                         |                                               |                                               |                                               |                                               |                                                             |
| 19–25                                         | IIIe                                          | 1B n2                                         | 1854                                          | Haswell                                       | SöStB                                         | 108–117                                       |                                               | IIr 1281–1282                                 |                                               |                                               |                                                             |
| 26–29                                         | IIIe                                          | 1B n2                                         | 1851                                          | Wr. Neustadt                                  | SöStB                                         | 92–95                                         |                                               | IIr 1283–1285                                 |                                               |                                               |                                                             |
| 30–31                                         | IIIe                                          | 2B n2                                         | 1852                                          | Cockerill/Seraing                             | NStB                                          | 96–107                                        |                                               |                                               |                                               |                                               |                                                             |
| 32–44                                         | IVg                                           | B2 n2st                                       | 1855                                          | StEG                                          | –                                             | 133–145                                       |                                               | TIIb 1351–1361                                | 269                                           |                                               |                                                             |
| 45–56                                         | IVg                                           | B3 n2st                                       | 1857–1858                                     | Cockerill/Seraing                             | –                                             | 146–157                                       | 2001–2005                                     |                                               |                                               |                                               |                                                             |
| 57–64                                         | IVg'                                          | B3 n2st                                       | 1863                                          | StEG                                          | –                                             | 170–177                                       |                                               | TIIa 1341–1348                                | 268                                           |                                               |                                                             |
| 65–122                                        | I                                             | 1B1 n2                                        | 1882–1891                                     | StEG, Hanomag                                 | –                                             |                                               | 2301–2326                                     | Ig 601–632                                    | 223                                           | 5                                             |                                                             |
| 141–142                                       | Ib                                            | 1B1 n2                                        | 1888                                          | StEG                                          | –                                             |                                               | 2351–2352                                     |                                               |                                               | 105                                           | ursprünglich 114–115                                        |
| 144                                           | Ie                                            | 2B n3v                                        | 1897                                          | StEG                                          | –                                             |                                               | 2501                                          |                                               |                                               | 506                                           |                                                             |
| 161–190                                       | Ia                                            | 1B1 n2                                        | 1886–1896                                     | StEG                                          | –                                             |                                               | 2401–2430                                     |                                               |                                               | 205                                           |                                                             |
| 200                                           | II                                            | 1AA n3v                                       | 1884                                          | Sharp                                         | –                                             |                                               | 2051                                          |                                               |                                               |                                               | zunächst Nr. 161, ab 1885 Nr. 208, ab 1886 Nr. 200          |
| 201–202                                       | IIIf                                          | 2B n2                                         | 1850                                          | Kessler/Karlsruhe                             | NStB                                          | 348–349                                       |                                               |                                               |                                               |                                               |                                                             |
| 203–206                                       | IIIf                                          | 1B n2                                         | 1851                                          | Esslingen                                     | SöStB                                         | 366–369                                       |                                               |                                               |                                               |                                               |                                                             |
| 203"–204"                                     |                                               | Bt n2                                         | 1884                                          | Hagans                                        | –                                             |                                               |                                               |                                               |                                               | 283                                           | LB Klein Schwechat−Mannersdorf                              |
| 207                                           |                                               | 2B n2                                         | 1868                                          | Werkstätte Prag                               | –                                             | 299                                           |                                               |                                               |                                               |                                               |                                                             |
| 208–212                                       |                                               | 2B n2                                         | 1848–1849                                     | Wr. Neustadt                                  | NStB                                          | 312–326                                       |                                               |                                               |                                               |                                               | I 312 in 1B n2t umgebaut und später in II 256 umgezeichnet  |
| 213–216                                       | IIIf                                          | 2B n2                                         | 1849–1850                                     | Wr. Neustadt                                  | NStB                                          | 327–332                                       |                                               |                                               |                                               |                                               |                                                             |
| 217–218                                       | IIIf                                          | 1B n2                                         | 1850–1851                                     | Wr. Neustadt                                  | SöStB                                         | 358–365                                       |                                               |                                               |                                               |                                               |                                                             |
| 219–224                                       | IIIf                                          | 2B n2                                         | 1848                                          | Maffei/München                                | NStB                                          | 304–309                                       |                                               | IIq 1271–1275                                 |                                               |                                               |                                                             |
| 225–233                                       | IIIf                                          | 2B n2                                         | 1850                                          | Haswell                                       | NStB                                          | 339–347                                       | 2151–2152                                     | IIq 1276–1277                                 |                                               |                                               |                                                             |
| 234–239 257–258                               | IIIf IVr                                      | 1B n2                                         | 1852                                          | Wr. Neustadt                                  | SöStB                                         | 374–381                                       |                                               | IIs 1286–1287                                 | 252                                           |                                               |                                                             |
| 240–255 256 259–280 281–285                   | IIIf IVr                                      | 1B n2                                         | 1852–1854                                     | Wr. Neustadt                                  | SöStB                                         | 400–437                                       |                                               | IIs 1288–1300                                 | 252                                           |                                               |                                                             |
| 316–333                                       | IIIf                                          | 2B n2                                         | 1852                                          | Haswell                                       | NStB                                          | 382–399                                       | 2153–2154                                     |                                               |                                               |                                               |                                                             |
| 334–335                                       | IIIf                                          | 2B n2                                         | 1852                                          | Haswell                                       | SöStB                                         | 438–439                                       | 2155–2156                                     |                                               |                                               |                                               |                                                             |
| 336–339                                       | IIIf                                          | 1B n2                                         | 1850                                          | Maffei/München                                | SöStB                                         | 370–373                                       |                                               |                                               |                                               |                                               |                                                             |
| 340–341                                       | IIIf                                          | 1B n2                                         | 1848                                          | Haswell                                       | UZB                                           | 310–311                                       | 2101                                          |                                               |                                               |                                               |                                                             |
| 342–349                                       | IIIf                                          | 1B n2                                         | 1850–1851                                     | Haswell                                       | SöStB                                         | 350–357                                       | 2102–2104                                     |                                               |                                               |                                               |                                                             |
| 350–353                                       | IIIf                                          | 2B n2                                         | 1848–1849                                     | Cockerill/Seraing                             | NStB                                          | 333–338                                       |                                               |                                               |                                               |                                               |                                                             |
| 354–356                                       | IIIf                                          | 1B n2                                         | 1854                                          | Haswell                                       | –                                             | 118–124                                       |                                               |                                               |                                               |                                               |                                                             |
| 357–363                                       | IIIe                                          | 1B n2                                         | 1847                                          | Haswell                                       | UZB                                           | 78–84                                         |                                               |                                               |                                               |                                               |                                                             |
| 364–366                                       | IIIe                                          | 1B n2                                         | 1850                                          | Haswell                                       | SöStB                                         | 85–87                                         |                                               |                                               |                                               |                                               |                                                             |
| 367–459                                       | IVe                                           | B3 n2st                                       | 1865–1873                                     | StEG                                          | –                                             | 178–270                                       | 2201–2256                                     | TII 1301–1337                                 | 250                                           | 14                                            |                                                             |
| 460–493                                       | IVc                                           | Ct n2                                         | 1882–1891                                     | StEG                                          | –                                             |                                               | 31001–31010 32001–32007                       | XIId 5581–5597                                | 382                                           | 195                                           |                                                             |
| 501–518                                       | IVf{\displaystyle {}^{n}}                     | C n2                                          | 1890, 1898                                    | StEG                                          | –                                             |                                               | 3501–3518                                     |                                               |                                               | 231                                           |                                                             |
| 551–560                                       | IVf{\displaystyle {}^{h}}                     | C n2                                          | 1890–1891                                     | StEG                                          | –                                             |                                               |                                               | IIIl 3051–3060                                | 339                                           |                                               |                                                             |
| 581                                           | IVf{\displaystyle {}^{c}}                     | C n3v                                         | 1892                                          | StEG                                          | –                                             |                                               |                                               | IIIn 3089                                     |                                               |                                               |                                                             |
| 591–593                                       | IVa'                                          | Ct n2                                         | 1883                                          | Hagans                                        | –                                             |                                               | 33001–33003                                   |                                               |                                               | 196                                           | LB Klein Schwechat−Mannersdorf                              |
| 601–605                                       | IVa                                           | Ct n2                                         | 1870–1873                                     | StEG                                          | –                                             |                                               |                                               | XIIe 5601–5605                                |                                               |                                               | LB Nagy Kikinda–Nagy Becskerek                              |
| 606–607                                       | IVb                                           | Ct n2                                         | 1871–1872                                     | StEG                                          | –                                             |                                               |                                               | XIIf 5611–5612                                |                                               |                                               | umgezeichnet aus StEG II 619–620                            |
| 608–618                                       | IVc"                                          | Ct n2                                         | 1879–1881                                     | Werkstätte Simmering der StEG                 | –                                             |                                               | 30001–30003                                   | XIIg 5621–5628                                |                                               | 195                                           |                                                             |
| 619"–620"                                     |                                               | 1Bt n2                                        | 1881                                          | Fox, Walker & Co                              | –                                             |                                               |                                               | XIIIa 5671–5672                               |                                               |                                               |                                                             |
| 621–651                                       | IVd                                           | Ct n2                                         | 1875–1886                                     | Werkstätte Simmering der StEG, StEG           | –                                             |                                               | 3001–3015                                     | TIIIa 3201–3216                               | 369                                           | 393                                           | zuerst MÁV 3201–3216, dann 3901–3916, schließlich 3961–3976 |
| 701–704                                       | IVi                                           | C n2                                          | 1855–1858                                     | StEG                                          | –                                             |                                               | 3101–3103                                     |                                               |                                               |                                               | von Brünn-Rossitzer Eisenbahn übernommen                    |
| 705                                           | IVi                                           | C n2                                          | 1863                                          | Wr. Neustadt                                  | –                                             |                                               | 3151                                          |                                               |                                               |                                               | von Brünn-Rossitzer Eisenbahn übernommen                    |
| 706–709                                       | IVi                                           | C n2                                          | 1847                                          | Haswell                                       | UZB                                           | 300–303                                       |                                               |                                               |                                               |                                               |                                                             |
| 710–727                                       | IVh                                           | C2 n2st                                       | 1856                                          | Maffei/München                                | –                                             | 448–465                                       |                                               | TIII 3191–3200                                | 368                                           |                                               |                                                             |
| 728–737                                       | IVh                                           | C2 n2st                                       | 1856                                          | StEG                                          | –                                             | 466–475                                       | 3251–3255                                     |                                               |                                               |                                               |                                                             |
| 738–743                                       | IVh                                           | C2 n2st                                       | 1859                                          | StEG                                          | –                                             | 494–499                                       | 3256–3259                                     |                                               |                                               |                                               |                                                             |
| 744–755                                       | IVh                                           | C2 n2st                                       | 1857                                          | Esslingen                                     | –                                             | 476–487                                       | 3260–3266                                     |                                               |                                               |                                               |                                                             |
| 756–757                                       | IVh                                           | C2 n2st                                       | 1858                                          | Esslingen                                     | –                                             | 492–493                                       | 3267                                          |                                               |                                               |                                               |                                                             |
| 758–835                                       | IVs                                           | C n2                                          | 1866–1872                                     | StEG                                          | –                                             | 504–581                                       | 3301–3364                                     | IIIm 3061–3074                                | 358                                           | 32                                            |                                                             |
| 836–859                                       | IVs                                           | C n2                                          | 1873                                          | StEG                                          | –                                             |                                               | 3365–3374                                     | IIIm 3075–3088                                | 358                                           | 32                                            |                                                             |
| 860–921                                       | IVm                                           | Ct n2                                         | 1879–1890                                     | StEG                                          | –                                             |                                               | 3201–3240                                     | TIIIb 3221–3242                               | 350                                           | 166                                           |                                                             |
| 1001–1053                                     | IVf                                           | C n2                                          | 1877–1883                                     | StEG                                          | –                                             |                                               | 3401–3411                                     | IIIp 3091–3132                                | 340                                           | 31                                            |                                                             |
| 1054–1080                                     | IVf'                                          | C n2                                          | 1887–1890                                     | StEG                                          | –                                             |                                               | 3451–3477                                     |                                               |                                               | 131                                           |                                                             |
| 1101–1107                                     | IVi                                           | D n2                                          | 1855                                          | StEG                                          | –                                             | 441–447                                       | 4001                                          |                                               |                                               |                                               |                                                             |
| 1108–1111                                     | IVi                                           | D n2                                          | 1858                                          | StEG                                          | –                                             | 488–491                                       | 4002                                          |                                               |                                               |                                               | an MÁV, aber vor 1891†                                      |
| 1112–1223                                     | V                                             | D n2                                          | 1867–1880                                     | StEG, Esslingen                               | –                                             | 600–711                                       | 4201–4260                                     | IVb 4201–4242                                 | 459                                           | 571                                           |                                                             |
| 1224–1246                                     | V                                             | D n2                                          | 1875–1880                                     | StEG, Esslingen, Borsig                       | –                                             |                                               | 4261–4273                                     | IVb 4243–4248                                 | 459                                           | 571                                           |                                                             |
| 1251–1256                                     | Vn                                            | D n2                                          | 1890                                          | StEG                                          | –                                             |                                               | 4301–4306                                     |                                               |                                               | 75                                            |                                                             |
| 1257–1271                                     | Vg                                            | D n2                                          | 1891–1900                                     | StEG                                          | –                                             |                                               | 4401–4415                                     |                                               |                                               | 175                                           |                                                             |
| 1301–1313                                     | Vd                                            | Dt n2                                         | 1880–1891                                     | StEG                                          | –                                             |                                               | 4101–4104                                     | TIV 4261–4269                                 | 450                                           | 378                                           |                                                             |
| 1361–1378                                     | Vc                                            | Dt n2                                         | 1885–1897                                     | StEG                                          | –                                             |                                               | 40001–40013                                   | XIV 5681–5685                                 | 476                                           | 478                                           |                                                             |
| 1401–1404                                     | VI                                            | C+B n2t                                       | 1862–1867                                     | StEG                                          | –                                             | 500–503                                       |                                               | TIVa 4270                                     |                                               |                                               | STEYERDORF, …                                               |

## Drittes Schema 1897
1891 wurden die ungarischen Strecken der StEG verstaatlicht und ein Teil der Triebfahrzeuge kam zur MÁV.
Um diesem Umstand gerecht zu werden, führte die StEG für die verbliebenen Fahrzeuge 1897 das dritte Bezeichnungsschema ein.
Das Schema kannte zwei- oder dreistellige Reihennummern und zweistellige Ordnungsnummern.
Dreistellige Reihennummern erhielten Nebenbahnfahrzeuge (schon ab 1882), wobei 200-Nummern Zweikuppler, 300-Nummern dreifach gekuppelte Lokomotiven bezeichneten.
Reihennummer und Ordnungsnummer wurden aneinandergereiht, wobei keine Trennung etwa durch einen Punkt oder durch einen Abstand erfolgte.
Bauartunterschiede innerhalb einer Reihe wurden dadurch ermöglicht, dass die erste Bauart Ordnungsnummern von 01 aufwärts, die zweite von 51 aufwärts erhielt.
Mit der Verstaatlichung der österreichischen Strecken 1909 (mit Wirksamkeit vom 1. Jänner 1908) ordnete die kkStB die StEG-Triebfahrzeuge in ihren Bestand ein.
| Triebfahrzeuge der StEG / Drittes Schema 1897 | Triebfahrzeuge der StEG / Drittes Schema 1897 | Triebfahrzeuge der StEG / Drittes Schema 1897 | Triebfahrzeuge der StEG / Drittes Schema 1897 | Triebfahrzeuge der StEG / Drittes Schema 1897 | Triebfahrzeuge der StEG / Drittes Schema 1897 | Triebfahrzeuge der StEG / Drittes Schema 1897 | Triebfahrzeuge der StEG / Drittes Schema 1897 | Triebfahrzeuge der StEG / Drittes Schema 1897 | Triebfahrzeuge der StEG / Drittes Schema 1897 | Triebfahrzeuge der StEG / Drittes Schema 1897 | Triebfahrzeuge der StEG / Drittes Schema 1897               |
| 3. Schema-Nr.                                 | Bauart                                        | Baujahr                                       | Hersteller                                    | Ursprung                                      | 1. Schema-Nr.                                 | 2. Schema                                     | 2. Schema-Kat.                                | MÁV 1891                                      | MÁV 1911                                      | kkStB-Rh                                      | Bemerkungen                                                 |
| --------------------------------------------- | --------------------------------------------- | --------------------------------------------- | --------------------------------------------- | --------------------------------------------- | --------------------------------------------- | --------------------------------------------- | --------------------------------------------- | --------------------------------------------- | --------------------------------------------- | --------------------------------------------- | ----------------------------------------------------------- |
| 1001–1011                                     | 2A n2                                         | 1861                                          | StEG                                          | –                                             | 158–168                                       | 3–13                                          | IIIe"                                         |                                               |                                               |                                               |                                                             |
| 1051                                          | 2A n4                                         | 1861                                          | StEG                                          | –                                             | 169                                           | 14                                            | IIIe"                                         |                                               |                                               |                                               | DUPLEX                                                      |
| 2001–2005                                     | B3 n2st                                       | 1857–1858                                     | Cockerill/Seraing                             | –                                             | 146–157                                       | 45–56                                         | IVg                                           |                                               |                                               |                                               |                                                             |
| 2051                                          | 1Bo n2v                                       | 1884                                          | Sharp                                         | –                                             |                                               | 200                                           | II                                            |                                               |                                               |                                               |                                                             |
| 2101                                          | 1B n2                                         | 1848                                          | Haswell                                       | UZB                                           | 310–311                                       | 340–341                                       | IIIf                                          |                                               |                                               |                                               |                                                             |
| 2102–2104                                     | 1B n2                                         | 1850–1851                                     | Haswell                                       | SöStB                                         | 350–357                                       | 342–349                                       | IIIf                                          |                                               |                                               |                                               |                                                             |
| 2151–2152                                     | 2B n2                                         | 1850                                          | Haswell                                       | NStB                                          | 339–347                                       | 225–233                                       | IIIf                                          | IIq 1276–1277                                 |                                               |                                               |                                                             |
| 2153–2154                                     | 2B n2                                         | 1852                                          | Haswell                                       | NStB                                          | 382–399                                       | 316–333                                       | IIIf                                          |                                               |                                               |                                               |                                                             |
| 2155–2156                                     | 2B n2                                         | 1852                                          | Haswell                                       | SöStB                                         | 438–439                                       | 334–335                                       | IIIf                                          |                                               |                                               |                                               |                                                             |
| 2201–2256                                     | B3 n2st                                       | 1865–1873                                     | StEG                                          | –                                             | 178–270                                       | 367–459                                       | IVe                                           | TII 1301–1337                                 | 250                                           | 14                                            |                                                             |
| 2301–2326                                     | 1B1 n2                                        | 1882–1891                                     | StEG, Hanomag                                 | –                                             |                                               | 65–122                                        | I                                             | Ig 601–632                                    | 223                                           | 5                                             |                                                             |
| 2351–2352                                     | 1B1 n2                                        | 1888                                          | StEG                                          | –                                             |                                               | 141–142                                       | Ib                                            |                                               |                                               | 105                                           |                                                             |
| 2401–2430                                     | 1B1 n2                                        | 1886–1896                                     | StEG                                          | –                                             |                                               | 161–190                                       | Ia                                            |                                               |                                               | 205                                           |                                                             |
| 2501                                          | 2B n3v                                        | 1897                                          | StEG                                          | –                                             |                                               | 144                                           | Ie                                            |                                               |                                               | 506                                           |                                                             |
| 2601–2616                                     | 2B n2                                         | 1900–1902                                     | StEG                                          | –                                             |                                               |                                               |                                               |                                               |                                               | 406                                           | nach 1945 zwei Stück MÁV 227                                |
| 3001–3015                                     | Ct n2                                         | 1875–1886                                     | Werkstätte Simmering der StEG, StEG           | –                                             |                                               | 621–651                                       | IVd                                           | TIIIa 3201–3216                               | 369                                           | 393                                           | zuerst MÁV 3201–3216, dann 3901–3916, schließlich 3961–3976 |
| 3101–3103                                     | C n2                                          | 1855–1858                                     | StEG                                          | –                                             |                                               | 701–704                                       | IVi                                           |                                               |                                               |                                               | von Brünn-Rossitzer Eisenbahn übernommen                    |
| 3151                                          | C n2                                          | 1863                                          | Wr. Neustadt                                  | –                                             |                                               | 705                                           | IVi                                           |                                               |                                               |                                               | von Brünn-Rossitzer Eisenbahn übernommen                    |
| 3201–3240                                     | Ct n2                                         | 1879–1890                                     | StEG                                          | –                                             |                                               | 860–921                                       | IVm                                           | TIIIb 3221–3242                               | 350                                           | 166                                           |                                                             |
| 3251–3255                                     | C2 n2st                                       | 1856                                          | StEG                                          | –                                             | 466–475                                       | 728–737                                       | IVh                                           |                                               |                                               |                                               |                                                             |
| 3256–3259                                     | C2 n2st                                       | 1859                                          | StEG                                          | –                                             | 494–499                                       | 738–743                                       | IVh                                           |                                               |                                               |                                               |                                                             |
| 3260–3266                                     | C2 n2st                                       | 1857                                          | Esslingen                                     | –                                             | 476–487                                       | 744–755                                       | IVh                                           |                                               |                                               |                                               |                                                             |
| 3267                                          | C2 n2st                                       | 1858                                          | Esslingen                                     | –                                             | 492–493                                       | 756–757                                       | IVh                                           |                                               |                                               |                                               |                                                             |
| 3301–3364                                     | C n2                                          | 1866–1872                                     | StEG                                          | –                                             | 504–581                                       | 758–835                                       | IVs                                           | IIIm 3061–3074                                | 358                                           | 32                                            |                                                             |
| 3365–3374                                     | C n2                                          | 1873                                          | StEG                                          | –                                             |                                               | 836–859                                       | IVs                                           | IIIm 3075–3088                                | 358                                           | 32                                            |                                                             |
| 3401–3411                                     | C n2                                          | 1877–1883                                     | StEG                                          | –                                             |                                               | 1001–1053                                     | IVf                                           | IIIp 3091–3132                                | 340                                           | 31                                            |                                                             |
| 3451–3477                                     | C n2                                          | 1887–1890                                     | StEG                                          | –                                             |                                               | 1054–1080                                     | IVf'                                          |                                               |                                               | 131                                           |                                                             |
| 3501–3518                                     | C n2                                          | 1890, 1898                                    | StEG                                          | –                                             |                                               | 501–518                                       | IVf{\displaystyle {}^{n}}                     |                                               |                                               | 231                                           |                                                             |
| 3519–3535                                     | C n2                                          | 1890, 1898                                    | StEG                                          | –                                             |                                               |                                               |                                               |                                               |                                               | 231                                           |                                                             |
| 3601–3610                                     | 2C h2                                         | 1908                                          | StEG                                          | –                                             |                                               |                                               |                                               |                                               |                                               | 211                                           | 1939 zur MÁV als MÁV 329                                    |
| 3651–3664                                     | 2C n4v                                        | 1902–1904                                     | StEG                                          | –                                             |                                               |                                               |                                               |                                               |                                               | 109                                           |                                                             |
| 3701–3734                                     | 1C n2                                         | 1899–1906                                     | StEG                                          | –                                             |                                               |                                               |                                               |                                               |                                               | 560.0                                         |                                                             |
| 3751–3771                                     | 1C n2v                                        | 1900–1902                                     | StEG                                          | –                                             |                                               |                                               |                                               |                                               |                                               | 560.5                                         |                                                             |
| 3801–3843                                     | 1C h2                                         | 1906–1909                                     | StEG                                          | –                                             |                                               |                                               |                                               |                                               |                                               | 760                                           |                                                             |
| 3851–3860                                     | 1C n3v                                        | 1905                                          | StEG                                          | –                                             |                                               |                                               |                                               |                                               |                                               | 660                                           |                                                             |
| 3901–3920                                     | 1C h2                                         | 1907                                          | StEG                                          | –                                             |                                               |                                               |                                               |                                               |                                               | 228                                           |                                                             |
| 4001                                          | D n2                                          | 1855                                          | StEG                                          | –                                             | 441–447                                       | 1101–1107                                     | IVi                                           |                                               |                                               |                                               |                                                             |
| 4002                                          | D n2                                          | 1858                                          | StEG                                          | –                                             | 488–491                                       | 1108–1111                                     | IVi                                           |                                               |                                               |                                               |                                                             |
| 4001–4016                                     | 1Dt n2                                        | 1908–1909                                     | StEG                                          | –                                             |                                               |                                               |                                               |                                               |                                               | 179                                           |                                                             |
| 4101–4104                                     | Dt n2                                         | 1880–1891                                     | StEG                                          | –                                             |                                               | 1301–1313                                     | Vd                                            | TIV 4261–4269                                 | 450                                           | 378                                           |                                                             |
| 4201–4260                                     | D n2                                          | 1867–1880                                     | StEG, Esslingen                               | –                                             | 600–711                                       | 1112–1223                                     | V                                             | IVb 4201–4242                                 | 459                                           | 571                                           |                                                             |
| 4261–4273                                     | D n2                                          | 1875–1880                                     | StEG, Esslingen, Borsig                       | –                                             |                                               | 1224–1246                                     | V                                             | IVb 4243–4248                                 | 459                                           | 571                                           |                                                             |
| 4301–4306                                     | D n2                                          | 1890                                          | StEG                                          | –                                             |                                               | 1251–1256                                     | Vn                                            |                                               |                                               | 75                                            |                                                             |
| 4401–4415                                     | D n2                                          | 1891–1900                                     | StEG                                          | –                                             |                                               | 1257–1271                                     | Vg                                            |                                               |                                               | 175                                           |                                                             |
| 4416–4419                                     | D n2                                          | 1900                                          | StEG                                          | –                                             |                                               |                                               |                                               |                                               |                                               | 175                                           |                                                             |
| 20001–20002                                   | Bt n2                                         | 1884                                          | Hagans                                        | –                                             |                                               | 203"–204"                                     |                                               |                                               |                                               | 283                                           | LB Klein Schwechat−Mannersdorf                              |
| 30001–30003                                   | Ct n2                                         | 1879–1881                                     | Werkstätte Simmering der StEG                 | –                                             |                                               | 608–618                                       | IVc"                                          | XIIg 5621–5628                                |                                               | 195                                           |                                                             |
| 31001–31010 32001–32007                       | Ct n2                                         | 1882–1891                                     | StEG                                          | –                                             |                                               | 460–493                                       | IVc                                           | XIId 5581–5597                                | 382                                           | 195                                           |                                                             |
| 33001–33003                                   | Ct n2                                         | 1883                                          | Hagans                                        | –                                             |                                               | 591–593                                       | IVa'                                          |                                               |                                               | 196                                           | LB Klein Schwechat−Mannersdorf                              |
| 40001–40013                                   | Dt n2                                         | 1885–1897                                     | StEG                                          | –                                             |                                               | 1361–1378                                     | Vc                                            | XIV 5681–5685                                 | 476                                           | 478                                           |                                                             |
| 40014–40019                                   | Dt n2                                         | 1905–1907                                     | StEG                                          | –                                             |                                               |                                               |                                               |                                               |                                               | 478                                           |                                                             |
| Koritschan                                    | Dt n2                                         | 1907                                          | Floridsdorf                                   | –                                             |                                               |                                               |                                               |                                               |                                               | 462                                           | Lokalbahn Nemotitz–Koritschan                               |

### Betriebsdirektion Brünn-Czernowitz
| Von der Betriebsdirektion Brünn-Czernowitz beschaffte Triebfahrzeuge | Von der Betriebsdirektion Brünn-Czernowitz beschaffte Triebfahrzeuge | Von der Betriebsdirektion Brünn-Czernowitz beschaffte Triebfahrzeuge | Von der Betriebsdirektion Brünn-Czernowitz beschaffte Triebfahrzeuge | Von der Betriebsdirektion Brünn-Czernowitz beschaffte Triebfahrzeuge | Von der Betriebsdirektion Brünn-Czernowitz beschaffte Triebfahrzeuge |
| Bezeichnung                                                          | Bauart                                                               | Baujahr                                                              | Hersteller                                                           | ČSD-Nummern                                                          | Bemerkungen                                                          |
| -------------------------------------------------------------------- | -------------------------------------------------------------------- | -------------------------------------------------------------------- | -------------------------------------------------------------------- | -------------------------------------------------------------------- | -------------------------------------------------------------------- |
| 20001                                                                | Bt n2                                                                | 1905                                                                 | StEG                                                                 | ČSD 210.901, ČSD 210.001"                                            | Lokalbahn Aujezd–Luhatschowitz                                       |
| 21001                                                                | Bt n2                                                                | 1905                                                                 | StEG                                                                 | ČSD 212.901                                                          | Lokalbahn Aujezd–Luhatschowitz                                       |
| 40001–40004                                                          | Dt n2                                                                | 1904, 1907                                                           | StEG                                                                 | ČSD 400.901–903, ČSD 400.124                                         | Lokalbahn Brünn–Lösch, Lokalbahn Friedland–Bila                      |
| 41001–41005                                                          | Dt n2v                                                               | 1909                                                                 | BMMF                                                                 | ČSD 422.9, ČSD 422.0106-0109, 0112                                   | Lokalbahn Friedland–Bila, Lokalbahn Nezamislitz–Morkowitz            |
| LitGrSen 1–2                                                         | Ct n2                                                                | 1913                                                                 | BMMF                                                                 | ČSD 310.0134–0135                                                    | Lokalbahn Littau–Groß Senitz                                         |